# Tronzano Lago Maggiore
Tronzano Lago Maggiore là một đô thị ở tỉnh Varese trong vùng Lombardia, có cự ly khoảng 80 km về phía tây bắc của Milan và khoảng 30 km về phía bắc của Varese, tại biên giới với Thụy Sĩ.
Tronzano Lago Maggiore giáp các đô thị: Brissago (Thụy Sĩ), Cannobio, Maccagno, Pino sulla Sponda del Lago Maggiore.